# Masters de Chine de snooker
Pour la compétition de badminton homonyme, voir Masters de Chine.
Le Masters de Chine de snooker est un ancien tournoi de snooker professionnel sur invitation disputé en 1985, 1986 et 1996 et ne comptant pas pour le classement mondial.

## Historique
Les deux premières éditions se sont déroulées à Canton et ont été remportés par Steve Davis, la première fois contre le Nord Irlandais Dennis Taylor et la seconde contre le Gallois Terry Griffiths. Une 3e et dernière édition a été organisée dix ans plus tard à Shanghai. L'Anglais Rod Lawler s'est imposé 6 manches à 3 face au Pakistanais Shokat Ali.

## Palmarès
| Année                         | Vainqueur                     | Finaliste                     | Score                         | Saison                        |                               |
| Masters de Chine (non classé) | Masters de Chine (non classé) | Masters de Chine (non classé) | Masters de Chine (non classé) | Masters de Chine (non classé) | Masters de Chine (non classé) |
| ----------------------------- | ----------------------------- | ----------------------------- | ----------------------------- | ----------------------------- | ----------------------------- |
| 1985                          | Steve Davis                   | Dennis Taylor                 | 2-1                           | 1985-1986                     |                               |
| 1986                          | Steve Davis (2)               | Terry Griffiths               | 3-0                           | 1986-1987                     |                               |
| 1996                          | Dennis Taylor                 | Shokat Ali                    | 6-3                           | 1995-1996                     |                               |